# باشگاه فوتبال سرکل بروژ
باشگاه فوتبال سرکل بروژ یک تیم فوتبال بلژیکی است که در سال ۱۸۹۹ در شهر بروخه تأسیس شد. این باشگاه هم‌اکنون در لیگ برتر فوتبال بلژیک حضور دارد.

## افتخارات
- لیگ برتر فوتبال بلژیک:
  - قهرمان (۳): ۱۱–۱۹۱۰، ۲۷–۱۹۲۶، ۳۰–۱۹۲۹
- لیگ دسته دوم بلژیک:
  - قهرمان (۵): ۳۸–۱۹۳۷، ۷۱–۱۹۷۰، ۷۹–۱۹۷۸، ۰۳–۲۰۰۲، ۱۸–۲۰۱۷
  - نایب‌فهرمان (۱): ۶۱–۱۹۶۰
- جام حذفی فوتبال بلژیک:
  - قهرمان (۲): ۲۷–۱۹۲۶، ۸۵–۱۹۸۴
  - نایب‌قهرمان (۵): ۱۳–۱۹۱۲، ۸۶–۱۹۸۵، ۹۶–۱۹۹۵، ۱۰–۲۰۰۹، ۱۳–۲۰۱۲
- سوپر جام فوتبال بلژیک:
  - عیخ

ب‌قهرمان (۲): ۸۵–۱۹۸۴، ۹۶–۱۹۹۵